# Halictus opulentus
Halictus opulentus är en biart som beskrevs av Raymond Benoist 1950. Halictus opulentus ingår i släktet bandbin, och familjen vägbin. Inga underarter finns listade i Catalogue of Life.